# Un jour parmi tant d'autres
Pour plus de détails, voir Fiche technique et Distribution.
Un jour parmi tant d'autres (The Long Day's Dying) est un film britannique de Peter Collinson, sorti en 1968. Le film remporte la Coquille d'or au Festival de Saint-Sébastien en 1968.

## Synopsis
Pendant la Seconde Guerre mondiale, une journée dans la vie de trois parachutistes britanniques qui, derrière les lignes ennemies, quelque part en Europe, se retrouvent dans un édifice abandonné, où ils font prisonnier un Allemand.

## Fiche technique
- Titre : Un jour parmi tant d'autres
- Titre original : The Long Day's Dying
- Réalisation : Peter Collinson
- Scénario : Charles Wood, d'après le roman homonyme de Alan White.
- Photographie : Ernest Day, Brian Probyn
- Décors : Michael Knight
- Musique : Malcolm Lockyer
- Montage : John Trumper
- Producteur : Michael Deeley
- Production : Junction Films, Paramount Pictures
- Pays de production : Royaume-Uni
- Genre : Drame, film de guerre
- Format : Color (Technicolor) - 2,35:1 - Son mono - 35 mm
- Durée : 95 minutes
- Date de sortie : 28 mai 1968

## Distribution
- David Hemmings (VF : Bernard Murat) : John
- Tony Beckley (en) (VF : Marcel Bozzuffi) : Cliff
- Tom Bell (VF : Roland Menard) : Tom Cooper
- Alan Dobie (en) (VF : Jacques Thebault) : Helmut

## Adaptation
Selon le producteur Michael Deeley, Peter Yates aurait participé au premier jet du scénario avant que Deeley n'en confie la réalisation à Peter Collinson pour voir s'il avait les capacités de réaliser ultérieurement L'or se barre (The Italian Job).

## Prix et distinction
- 1968 : Sélection officielle du Festival de Cannes (événement annulé)
- Festival international du film de Saint-Sébastien 1968 :
  - Coquille d'or du meilleur film
  - Prix du meilleur réalisateur (Peter Collinson)
  - Prix OCIC (Mention honorable)
- Festival de Cannes 2008 : sélection Cannes Classics

Le festival de Cannes est interrompu en 1968 avant son terme à cause des événements de mai 68 et aucun prix n'est décerné. Au festival de Cannes 2008, cinq films de l'édition 1968 sont présentés en sélection Cannes Classics parmi lesquels Un jour parmi tant d'autres.